# Кайрпре мак Нейлл
Кайрпре мак Нейлл (др.‑ирл. Coirpre mac Néill; V век) — представитель династии Уи Нейллов. Наиболее известен своим конфликтом со святым Патриком и успешными войнами с Лейнстером. Вероятно, непродолжительное время во второй половине V века был верховным королём Ирландии. Предок-эпоним средневекового ирландского клана Кенел Кайрпри.

## Биография

### Исторические источники
Основными историческими источниками о жизни Кайрпре мак Нейлла являются ирландские анналы и различные версии жития святого Патрика. Краткие сведения о Кайрпре содержатся также в средневековых генеалогических трактатах, литературных и агиографических сочинениях.

### Происхождение
Авторы средневековых генеалогий называли предком бо́льшей части родов правителей северных и центральных областей Ирландии Ниалла Девять Заложников, по имени которого его потомки получили название Уи Нейллов. Детьми Ниалла авторы генеалогий считали четырнадцать сыновей, возводя к ним происхождение различных ветвей династии. Однако современные исследователи подвергают сомнению эти данные, считая, что мнение средневековых авторов о родстве всех ранних Уи Нейллов является во многом ошибочным. Со временем упоминаемое в источниках число сыновей Ниалла увеличивалось по мере того, как под власть Уи Нейллов попадали новые земли. Возможно, наиболее достоверными являются сведения о принадлежности к сыновьям Ниалла Девять Заложников Лоэгайре, Кайрпре, Фиаху и Коналла (или Коналла Гулбана, или Коналла Кремтайнне), хотя и в отношении них имеются проблемы хронологического характера. Достоверность информации о принадлежности Кайрпре к сыновьям Ниалла Девять Заложников подтверждается сведениями написанного в VII веке Тиреханом жития святого Патрика, одного из наиболее ранних ирландских источников. Кайрпре считают старшим сыном короля Ниалла и его супруги Ригнах инген Медайб из ульстерского септа Дал Фиатах.

### Завоевания на севере

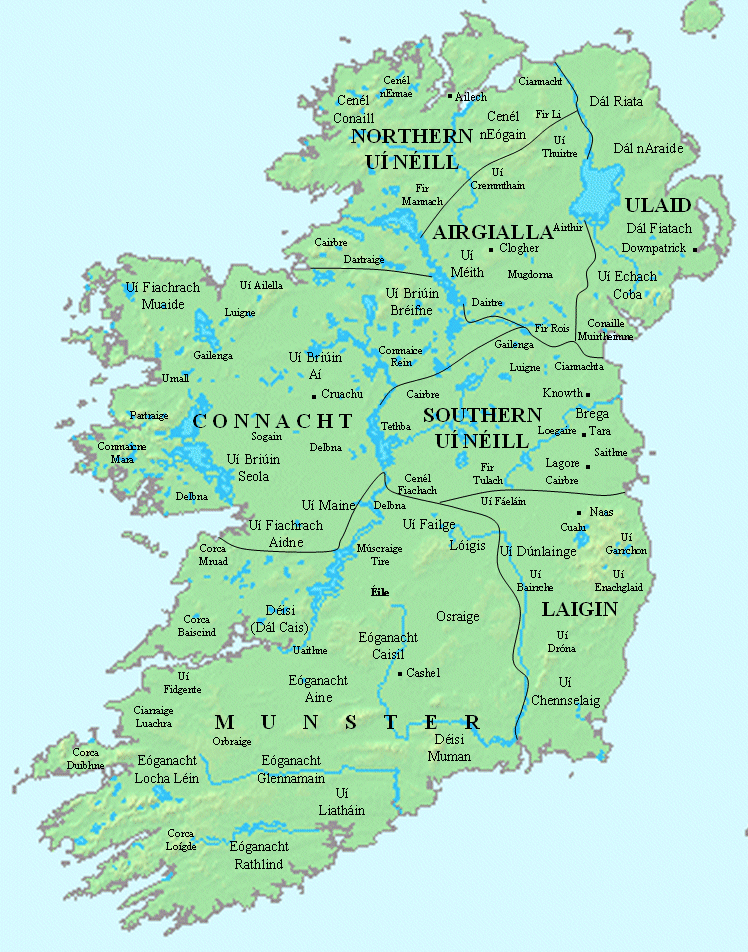
Ирландия в Раннее Средневековье

Бо́льшая часть сведений о ранних годах жизни Кайрпре мак Нейлла содержится в позднесредневековых преданиях, связанных с родом правителей Тирконнелла. Согласно этим источникам, он участвовал в завоевании своими старшими братьями Коналлом Гулбаном, Эоганом и Эндой северных земель Ирландии.
На этих территориях, отторгнутых Уи Нейллами от Ульстера, были образованы три королевства — Кенел Конайлл, Кенел Эогайн (позднее названное Айлехом) и Кенел Эндай. Потомки основателей этих королевств получили у историков общее название «Северные Уи Нейллы».
Традиционно, это завоевание датируется временем около 428 года. Однако хронологические данные о истории Ирландии V века, содержащиеся в средневековых источниках, не являются достаточно надёжными. Поэтому современные историки считают, что завоевание северных областей острова сыновьями Ниалла Девять Заложников могло быть осуществлено и в более позднее время.

### Конфликт со святым Патриком
В написанном Тиреханом житии Патрика сообщается, что на пятом году правления Лоэгайре мак Нейлла путешествовавший по Ирландии святой посетил Тайльтиу. Здесь же, в месте проведения ежегодных королевских собраний, находился и Кайрпре мак Нейлл, ярый последователь древних языческих верований. Желая убить «апостола Ирландии», Кайрпре схватил на берегу реки Блэкуотер группу христиан, потребовал от них выдать ему Патрика, однако так и не смог заставить пленных совершить предательство. Эти события произошли на следующий день после празднования Пасхи. По свидетельству жития, спасённый своими приверженцами Патрик проклял Кайрпре, а также сделал пророчество, что ни один из его потомков не станет верховным королём Ирландии, но все они будут подчинены власти потомков других сыновей Ниалла Девять Заложников.

### Верховный король Ирландии
Сведения «Трёхчастного жития святого Патрика» позволяют предположить, что Кайрпре мак Нейлл некоторое время мог владеть престолом Тары. С таким титулом он так же упоминается в одном из древнейших списков верховных королей Ирландии, содержащемся в «Видении Конна». В этом сказании, составленном в последней трети VII века, Кайрпре называется верховным королём, занимавшим престол Тары между правлениями Лоэгайре мак Нейлла (умер около 462 года) и Айлиля Молта. О чрезвычайно высоком положении Кайрпре примерно в это же время сообщается и в одном из житий святой Бригитты. Возможно, в связи с упадком Кенел Кайрпри, средневековые ирландские хронисты изъяли сведения о Кайрпре мак Нейлле и некоторых других лицах из списков верховных королей, заменив их именами предков более влиятельных в их время родов. Вероятно, некоторые события, связанные с Кайрпре, позднейшими хронистами были приписаны Муйрхертаху мак Эрку. Так же, вопреки широко распространённому преданию о проклятии святого Патрика, и внук Кайрпре, Туатал Маэлгарб, владел титулом верховного короля Ирландии.

### Войны с Лейнстером
Следующие по времени свидетельства о Кайрпре мак Нейлле содержатся в ирландских анналах и относятся к периоду 480-х—490-х годов. В этих источниках он представлен как лидер завоевания Уи Нейллами земель в центральной Ирландии. До середины V века эти земли принадлежали королевству Лейнстер, однако затем стали подвергаться систематическим набегам сначала Ниалла Девять Заложников, а затем его сыновей. Умерший в 483 году король Лейнстера Кримтанн мак Эндай успешно боролся с агрессией верховных королей Ирландии Лоэгайре мак Нейлла и Айлиля Молта, но уже при его ближайших преемниках лейнстерцы потерпели несколько серьёзных поражений. В 485 году король Финдхад мак Гаррху был разбит и погиб в первом сражении при Гранайрете (современном Гранарде). Ирландские анналы называют победителем в битве Кайрпре мак Нейлла или Муйрхертах мак Эрка, но, скорее всего, это был именно Кайрпре. В 494 году лейнстерцы при новом короле Фроэхе мак Финдхаде потерпели от Кайрпре мак Нейлла ещё одно поражение. Местом битвы анналы называют Тайльтиу в Бреге, однако современные историки считают, что в действительности сражение произошло значительно западнее от этого места, на землях современного графства Мит. В следующем году Фроэх мак Финдхада потерпел от Уи Нейллов ещё одно поражение: в новом сражении при Гранайрете он был разбит сыном Кайрпре Эоху и пал на поле боя. Во время правления короля Илланна мак Дунлайнге в сражениях при Слемайне (около Маллингара) в 497 году и при Кенн Айлбе (в южном Килдэре) в 499 или в 501 году войска лейнстерцев снова были разбиты Кайрпре мак Нейллом. Позднее лейнстерцы потерпели ещё несколько серьёзных поражений от Уи Нейллов. Эти победы позволили сыновьям и внукам Ниалла Десять Заложников отторгнуть от Лейнстера большие территории и основать на захваченных землях несколько новых королевств.
Часть рода Уи Нейллов, владевшая завоёванными у Лейнстера землями в центральной и восточной части острова, получила название «Южные Уи Нейллы». К ним причисляли потомков пяти сыновей Ниалла Девять Заложников: Кайрпре, Лоэгайре, Фиаху, Мане и Коналла Кремтайнне. В Раннем Средневековье Кайрпре мак Нейлла считали своим предком правители трёх небольших королевств: Кенел Кайрпри Лайгин (около Карбери), Кенел Кайрпри Гарба (около Гранарда) и Кенел Кайрпри Дромма Клиаб (около Драмклиффа). Все они причисляли себя к одному ирландскому клану, Кенел Кайрпри. Королевство Кенел Кайрпри Дромма Клиаб было родовыми землями Кайрпре мак Нейлла, доставшимися ему от отца. Отсюда он начал завоевание лейнстерских территорий, во время которого были захвачены области в Бреге и Тетбе. Впоследствии эти завоевания были продолжены его потомками.
После сообщения об участии Кайрпре мак Нейлла в битве при Кенн Айлбе, его имя в исторических источниках больше не упоминается. Возможно, он скончался вскоре после этого сражения. Так же высказывается предположение, что Кайрпре мог скончаться ещё ранее 497 года, так как сведения о его участии в битвах при Слемайне и Кенн Айлбе содержатся только в поздних версиях ирландских анналов.

### Семья
Имя супруги Кайрпре мак Нейлла неизвестно. Различные источники приписывают ему трёх сыновей. В анналах упоминается имя только одного из них — Эоху. Генеалогические трактаты сообщают, что сыном Кайрпре был Кормак Одноглазый, отец верховного короля Ирландии Туатала Маэлгарба. В поздних средневековых источниках упоминается также ещё один сын Кайрпре мак Нейлла, Кал, но современные историки считают факт его существование недостоверным.